# 창원지방검찰청
창원지방검찰청(昌原地方檢察廳)은 항소사건에 대한 소송 유지 및 항고사건 처리와 행정소송을 비롯해 국가를 당사자로 하는 소송사건을 수행하고 진행을 돕기 위하여 설립된 대한민국 검찰청 부산고등검찰청 소속의 특별지방행정기관으로 창원지방검찰청 검사장은 차관급 예우를 받는다. 경상남도 창원시 성산구 창이대로 669(사파동 1번지)에 위치하고 있다.

## 연혁
- 1895년 5월 15일 1895년 3월 25일 재판소의 일부조직으로 근대 검찰제도를 도입하는 재판소구성법(대조선국법률 제1호)이 공포됨에 따라 같은 해 경남전역을 관할하는 진주재판소 설치
- 1896년 8월 15일 칙령 제55호에 의하여 진주재판소를 경상남도재판소로 명칭 변경
- 1908년 8월 1일 1908년 법률 제10호에 의하여 경상남도재판소를 진주지방재판소로 명칭 변경하고 검사국 설치
- 1909년 3월 8일 진주지방재판소 마산구재판소 검사국
- 1909년 11월 1일 부산지방재판소 마산구재판소 검사국
- 1912년 4월 1일 부산지방법원 마산지청 검사분국
- 1948년 8월 2일 부산지방검찰청 마산지청
- 1983년 9월 1일 마산지방검찰청으로 명칭 변경
- 1992년 5월 1일 창원지방검찰청으로 명칭 변경 및 창원시로 청사 이전
- 2007년 3월 29일 각급법원의 설치와 관할구역에 관한 법률(제8318호) 개정으로 마산지청 근거 법률 마련
- 2007년 6월 21일 대검찰청의 위치와 각급 검찰청의 명칭 및 위치에 관한 규정(대통령령 제20096호) 개정으로 근거 규정 마련
- 2011년 9월 1일 창원지방검찰청 마산지청 개청[1][2]

## 조직
창원지방검찰청 검사장은 다음의 조직을 이룬다.
차장검사
- 형사1부
  - 조사과
- 형사2부
- 형사3부
- 공공수사부
- 공판송무부
- 사무국
  - 총무과
  - 사건과
  - 집행과
  - 수사과

## 역대 검사장

### 부산지방검찰청 마산지청장
- 제1대 안종년 1948년 11월 9일 ~ 1949년 6월 20일
- 제2대 서병균 1949년 6월 21일 ~ 1950년 11월 13일
- 제3대 최규혁 1950년 11월 14일 ~ 1953년 4월 5일
- 제4대 조병진 1953년 4월 6일 ~ 1954년 4월 1일
- 제5대 박상기 1954년 4월 2일 ~ 1956년 11월 6일
- 제6대 서득용 1956년 11월 10일 ~ 1960년 5월 6일
- 제7대 이영환 1960년 6월 29일 ~ 1962년 4월 10일
- 제8대 김병두 1962년 4월 12일 ~ 1965년 10월 10일
- 제9대 최하열 1965년 10월 11일 ~ 1968년 3월 31일
- 제10대 최정옥 1968년 4월 1일 ~ 1969년 4월 30일
- 제11대 문국태 1969년 5월 1일 ~ 1970년 8월 31일
- 제12대 유승준 (법조인) 1970년 9월 1일 ~ 1973년 4월 5일
- 제13대 황공열 1973년 4월 6일 ~ 1974년 8월 31일
- 제14대 김옥봉 1974년 9월 1일 ~ 1976년 3월 31일
- 제15대 김진석 (법조인) 1976년 4월 1일 ~ 1979년 3월 1일
- 제16대 조용락 1979년 3월 2일 ~ 1979년 8월 31일
- 제17대 조백규 (법조인) 1979년 9월 1일 ~ 1980년 8월 6일
- 제18대 유용곤 1980년 8월 7일 ~ 1982년 6월 24일
- 제19대 김태조 1982년 8월 16일 ~ 1983년 8월 16일
- 제20대 서익원 1983년 8월 17일 ~ 1983년 8월 31일

### 창원지방검찰청 검사장
- 제1대 이준승 1983년 9월 1일 ~ 1985년 3월 4일
- 제2대 김경회 1985년 3월 5일 ~ 1986년 5월 1일
- 제3대 김형표 1986년 5월 2일 ~ 1987년 6월 7일
- 제4대 장응수 1987년 6월 8일 ~ 1989년 3월 27일
- 제5대 변재일 (법조인) 1989년 3월 28일 ~ 1990년 3월 26일
- 제6대 서익원 1990년 3월 27일 ~ 1992년 7월 28일
- 제7대 황상구 1992년 7월 29일 ~ 1993년 3월 16일
- 제8대 김택수 (1936년) 1993년 3월 17일 ~ 1993년 9월 20일
- 제9대 공영규 1993년 9월 21일 ~ 1994년 9월 15일
- 제10대 신상두 1994년 9월 16일 ~ 1995년 9월 18일
- 제11대 유재성 (법조인) 1995년 9월 20일 ~ 1997년 1월 22일
- 제12대 김수장 (법조인) 1997년 1월 23일 ~ 1997년 8월 13일
- 제13대 이태창 1997년 8월 14일 ~ 1999년 2월 21일
- 제14대 송인준 1999년 2월 22일 ~ 1999년 6월 8일
- 제15대 김원치 1999년 6월 9일 ~ 2000년 7월 14일
- 제16대 김영진 2000년 7월 15일 ~ 2001년 5월 30일
- 제17대 장윤석 2001년 5월 31일 ~ 2002년 2월 7일
- 제18대 채수철 2002년 2월 8일 ~ 2003년 3월 12일
- 제19대 임승관 2003년 3월 13일 ~ 2004년 5월 31일
- 제20대 문영호 2004년 6월 1일 ~ 2005년 4월 7일
- 제21대 이훈규 2005년 4월 8일 ~ 2006년 2월 5일
- 제22대 신상규 2006년 2월 6일 ~ 2007년 3월 4일
- 제23대 이한성 2007년 3월 5일 ~ 2008년 1월 18일
- 제24대 정진영 (1959년) 2008년 3월 11일 ~ 2009년 1월 18일
- 제25대 황교안 2009년 1월 19일 ~ 2009년 8월 11일
- 제26대 이창세 2009년 8월 12일 ~ 2010년 7월 14일
- 제27대 주철현 2010년 7월 15일 ~ 2011년 8월 21일
- 제28대 이건리 2011년 8월 22일 ~ 2012년 7월 17일
- 제29대 박성재 2012년 7월 18일 ~ 2013년 4월 9일
- 제30대 한무근 2013년 4월 10일 ~ 2013년 12월 23일
- 제31대 김영준 2013년 12월 24일 ~ 2015년 2월 10일
- 제32대 공상훈 2015년 2월 11일 ~ 2015년 12월 23일
- 제33대 유상범 2015년 12월 24일 ~ 2017년 6월 11일
- 제34대 김영대 (1963년) 2017년 8월 1일 ~ 2018년 1월 18일
- 제35대 배성범 2018년 1월 19일 ~ 2018년 6월 21일
- 제36대 이정회 2018년 6월 22일 ~ 2019년 7월 30일
- 제37대 박순철 2019년 7월 31일 ~ 2020년 1월 12일
- 제38대 문홍성 2020년 1월 13일 ~ 2020년 8월 10일
- 제39대 최경규 2020년 8월 11일 ~ 2021년 6월 10일
- 제40대 노정연 2021년 6월 11일 ~ 2022년 6월 26일
- 제41대 박재억 2022년 6월 27일 ~ 2023년 5월 23일
- 직무대리 박현준 2023년 5월 23일 ~ 2023년 9월 6일
- 제42대 김상훈 2023년 9월 7일 ~ 2024년 5월 13일
- 제43대 정유미 2024년 5월 13일 ~ 2025년 7월 29일
- 제44대 문현철 2025년 7월 29일 ~

## 관할구역

### 행정구역
- 7개 시: 창원시, 김해시, 진주시, 사천시, 통영시, 거제시, 밀양시
- 10개 군: 함안군, 의령군, 남해군, 하동군, 산청군, 고성군, 창녕군, 거창군, 함양군, 합천군

### 검찰청
- 진주지청
- 마산지청
- 통영지청
- 밀양지청
- 거창지청

## 소속기관

### 거창지청
- 주소: 경남 거창군 거창읍 죽전1길 31
- 우편번호: 670-806

### 밀양지청
- 주소: 경남 밀양시 밀양대로 1993-20(내이동 428)
- 우편번호: 650-831

### 통영지청
- 주소: 경남 통영시 용남면 동달안길 67 (동달리857)
- 우편번호: 650-831

### 진주지청
- 주소: 경남 진주시 동진로 99(상대동294-5)
- 우편번호: 660-704

### 마산지청
창원지방법원 마산지원에 대응하여 항소사건에 대한 소송 유지 및 항고사건 처리와 행정소송을 비롯해 국가를 당사자로 하는 소송사건을 수행하고 진행을 돕기 위하여 설립된 대한민국 검찰청 부산고등검찰청 창원지방검찰청 소속기관으로 마산지청장은 검사로 보한다.
- 주소: 경남 창원시 마산합포구 중앙동로 21
- 우편번호: 631-423

## 사건·사고 및 논란

### 현직검사 유부녀와 부적절한 관계
2011년 8월 30일 새벽 5시쯤 창원지방검찰청 모 지청에 근무하는 ㄱ 검사가 진주시에 있는 모 식당 1층에서 여주인 ㄴ(45) 씨와 잠을 자다가 ㄴ 씨의 남편에게 발각당했다. ㄱ 검사는 당시 현장에서 ㄴ 씨의 남편에게 사실관계를 확인하는 경위서와 각서를 써 준 것으로 알려지고 있으며, ㄴ 씨의 남편은 ㄱ 검사를 상대로 '간통 혐의로 고소하겠다'며 법적 절차를 진행 중인 것으로 알려졌다. 간통은 형사처벌 대상이며 유죄가 인정되면 2년 이하의 징역형에 처하도록 돼 있다.